# 貝治芒道
貝治芒道是加拿大安大略省多倫多士嘉堡的一條南北向道路，南起安大略湖湖邊的士嘉堡懸崖附近，北迄7號公路，與山村徑（Village Parkway）連接。與華登路類似，貝治芒道是多倫多典型的住宅及輕工業發展混合體。

## 路線概述
貝治芒道南始安大略湖北岸，位於士嘉堡西部的白楊崖附近。雖然其南端延續為一條小型住宅街道，但在京士頓道以北，它成為一條主要幹道。它貫穿士嘉堡的一系列住宅區，包括士嘉堡交加區、多實公園、愛靜閣西、情人區及士刁士。貝治芒道還構成黃金里的東部邊界。黃金里曾為加拿大最重要的工業區之一。
士刁士路以北的貝治芒道蜿蜒穿過萬錦市的美麗徑社區，以及407號省道，北迄7號公路。

## 運輸
多倫多公車局的17號貝治芒巴士線及69號華登南經貝治芒巴士線在該街道上運行。

## 地標
| 地標                                                             | 路口                          | 圖像 |
| ---------------------------------------------------------------- | ----------------------------- | ---- |
| 士嘉堡懸崖                                                       | 安大略湖                      |      |
| 貝治芒大球場                                                     | 京士頓道                      |      |
| 貝治芒公園書院                                                   | 京士頓道                      |      |
| 亞厘畢·金寶公立圖書館（Albert Campbell Public Library）          | 丹佛道（Danforth Road）       |      |
| 松山墳場                                                         | 聖卡拉路                      |      |
| 聖卡拉峽谷公園（St Clair Ravine Park）                           | 聖卡拉路                      |      |
| 多倫多東區羈留中心                                               | 艾靈頓路                      |      |
| 西敏長老會教堂（Westminster Presbyterian Church）                | 艾靈頓路                      |      |
| 愛靜閣西哥爾夫球場                                               | 雪柏路                        |      |
| 李科克書院                                                       | 亨廷活徑（Huntingwood Drive） |      |
| 貝治芒醫院                                                       | 芬治路                        |      |
| 聖多默宗徒天主堂（St. Thomas the Apostle Roman Catholic Church） | 士刁士路                      |      |